# Mark Langston
Mark Edward Langston (San Diego, California, 20 de agosto de 1960), más conocido como Mark Langston, es un exjugador profesional estadounidense de béisbol que se desempeñó en la posición de lanzador en las Grandes Ligas de Béisbol (MLB). Logró obtener siete Guantes de Oro.

## Carrera
Langston jugó como profesional seis temporadas en Seattle Mariners (1984-1989), después pasó por varios equipos, Montreal Expos (1989), Los Angeles Angels (1990-1997), San Diego Padres (1998), y finalmente, se unió a Cleveland Indians, donde jugó una temporada (1999), y fue el equipo en el que se retiró.

## Premios
Fue galardonado con el Guante de Oro en siete oportunidades (1987, 1988, 1991, 1992, 1993, 1994 y 1995).